# Roger Boyle
Roger Boyle, I conde de Orrery nació en el Castillo de Lismore el 21 de abril de 1621. Era el decimoprimer hijo de Richard Boyle, uno de los más poderosos propietarios de Munster. Fue nombrado Baron Broghhill en febrero de 1628. Luchó durante las Guerras confederadas de Irlanda en el bando Realista.

## Primeros años
Tras asistir al Trinity College de Dublín y al Gray's Inn de Londres, completó su educación en viajes por Francia e Italia, donde se unió al teólogo Calvinista Giovanni Diodati en Génova, lo que reforzó su compromiso con el Protestantismo. Tras su retorno a Inglaterra, su hermano Richard le introdujo en la corte de Carlos I y la reina Enriqueta. En 1639 asistió al rey durante la primera Guerra de los Obispos, donde tuvo el mando de un cuerpo de caballería bajo el mando del conde de Norhumberland. En enero de 1641 contrajo matrimonio con Lady Margaret Howard, hija del conde de Suffolk, cuya sustancial dote le permitió comprar una hacienda en Marston Bigod en Somerset.

## Rebelión irlandesa de 1641
Con el estallido de la rebelión irlandesa de 1641, Boyle regresó a Irlanda para defender las propiedades familiares contra los rebeldes. Su padre, el conde de Cork, le nombró comandante de caballería y participó en la defensa del castillo de Lismore durante febrero de 1642. Pese a la fuerte rivalidad existente entre su padre y Murrough O'Brien (el conde de Inchiquin) por el liderazgo de los protestantes de Munster, Boyle mandó un contingente de caballería a las órdenes de Inchiquin en la batalla de Liscarroll en septiembre. En noviembre, él y su hermano Lord Dungarvin viajaron a Londres, en un intento de desacreditar a Inchiquin y presionar para lograr el nombramiento de un Boyle para la presidencia provincial, aunque sin éxito.
A su regreso, Boyle, al igual que Inchiquin y otros comandantes fue obligado a aceptar el alto el fuego firmado entre los Confederados y el marqués de Ormonde, representante real. Sin embargo, en julio de 1644, Boyle e Inchiquin anunciaron su renuncia al alto el fuego y su pase al bando Parlamentarista. El acuerdo entre ambos se rompió tras la insistencia de Boyle acerca de la necesidad de que los protestantes irlandeses se adhirieran a la Liga Solemne y Covenante, a lo que Inchiquin se negó. Se unió entonces a la facción independientes de Westminster, y aceptó el nombramiento de Philip Sidney, Vizconde de Lisle y III conde de Leicester como virrey y comandante en Irlanda en 1646, lo que acabaría llevando a Inchiquin a regresar al bando realista en 1648.
Tras la ejecución de Carlos I en enero de 1649, los hermanos de Roger, Richard Boyle (ahora II conde de Cork) y Francis se exiliaron en Francia. Roger, sin embargo, decidió prestar su apoyo a la Commonwealth inglesa creada tras la ejecución del rey, considerando que era la mejor opción para los protestantes irlandeses. En octubre de 1649 partió hacia Munster junto al Coronel Phayre para enfrentarse a las tropas realistas de Murrough O'Brien, que amenazaban con derrotar a las fuerzas parlamentaristas. En diciembre, Boyle había consolidado su dominio en los puertos de Cork, Youghal, Kinsale y Dungarvan. A principios de 1650 defendió el flanco occidental de los ejércitos de Cromwell durante la ofensiva invernal de este a través de Munster y Leinster, derrotando a las fuerzas de Inchiquin en Mallow, condado de Cork. El 10 de mayo, en la batalla de Macroom, derrotó a una fuerza confederada mandada por David Roche que se encaminaba hacia Clonmel para tratar de aliviar la presión sobre los sitiados. Durante esta acción, las fuerzas de Boyle consiguieron a hacer prisionero al obispo de Ross, Boetius MacEgan, que fue torturado y ahorcado para intimidar a los defensores irlandeses del castillo de Carrigadrohid.
En 1651, durante el sitio de Limerick de Henry Ireton, Boyle derrotó a los refuerzos confederados comandados por el vizconde de Muskerry en Knocknaclashy, en lo que fue la última batalla campal de la guerra. Tras la pacificación de Irlanda, el gobierno de la Commonwealth recompensó los servicios de Boyle con la concesión de vastas extensiones de tierra confiscada a los católicos.

## Trayectoria política
Tras las guerras de Irlanda, Boyle participó activamente en la política de la Commonwealth, mostrándose como un decidido partidario de Cromwell y del régimen del Protectorado. En 1655 fue nombrado lord Presidente del Consejo de Escocia en Edimburgo, donde trabajó incansablemente en favor de la reconciliación de los escoceses con el protectorado y la unión con Inglaterra. Aunque logró gran popularidad en Escocia, su éxito fue limitado. Durante el Primer Parlamento del Protectorado, representó al condado de Cork, e intentó conciliar a los republicanos con los partidarios del Protectorado. Tras el fracaso de este primer parlamento, Boyle se mostró crítico con el gobierno de los generales y fue uno de los más firmes partidarios de que Cromwell asumiera la corona para restaurar el orden en Inglaterra, Irlanda y Escocia durante el Segundo Parlamento del Protectorado. Aunque decepcionado por la negativa de Cromwell, aceptó su designación como miembro de la cámara de los lores de Cromwell.
Tras el fallecimiento de Oliver Cromwell, dio su apoyo a su hijo Richard, pero regresó a Irlanda tras la caída del Protectorado, donde permanecería hasta la Restauración inglesa.
Estuvo presente en la Convención y el Parlamento de 1661 en representación de Arundel. Consiguió el favor de Carlos II, que le concedió el título de conde de Orrery en septiembre de 1660. Fue uno de los tres nuevos Señor juez de Irlanda y Lord Presidente de Munster. Trabajó incansablemente por la defensa de los intereses protestantes en Irlanda y en contra de los Católicos, por lo que tuvo frecuentes disputas con el Lord Teniente de Irlanda, el duque de Ormonde, debido a las cuales dimitió de su cargo como presidente de Munster en 1668.
Pese a forzar la dimisión de Ormonde en 1669 con el apoyo del duque de Buckingham, no consiguió recuperar su antiguo puesto ni alcanzar el vacante de Lord Teniente. Falleció en 1679.
Además de su carrera como militar, estadista y administrador, el conde de Orrery fue un notable escritor. Autor de varios ensayos anticatólicos, es autor también de la novela Parthenissa (1651) y de varias obras de teatro representadas en Londres y Dublín.